# JR貨物U33A形コンテナ
JR貨物U33A形コンテナ（JRかもつU33Aがたコンテナ）は、日本貨物鉄道（JR貨物）輸送用として籍を編入している20ft級の私有コンテナ（ドライコンテナ）である。

## 概要
本形式の数字部位 「 33 」は、コンテナの容積を元に決定される。このコンテナ容積33 m3の算出は、厳密には端数四捨五入計算の為に、内容積32.5 m3 - 33.4 m3の間に属するコンテナが対象となる。また形式末尾のアルファベット一桁部位「A」は、コンテナの使用用途（主たる目的）が「普通品の輸送」を表す記号として付与されている。

## 番台毎の概要

### 5000番台
5001 - 5010
日本フレートライナー所有。コキ100系貨車限定。総重量13.5t。

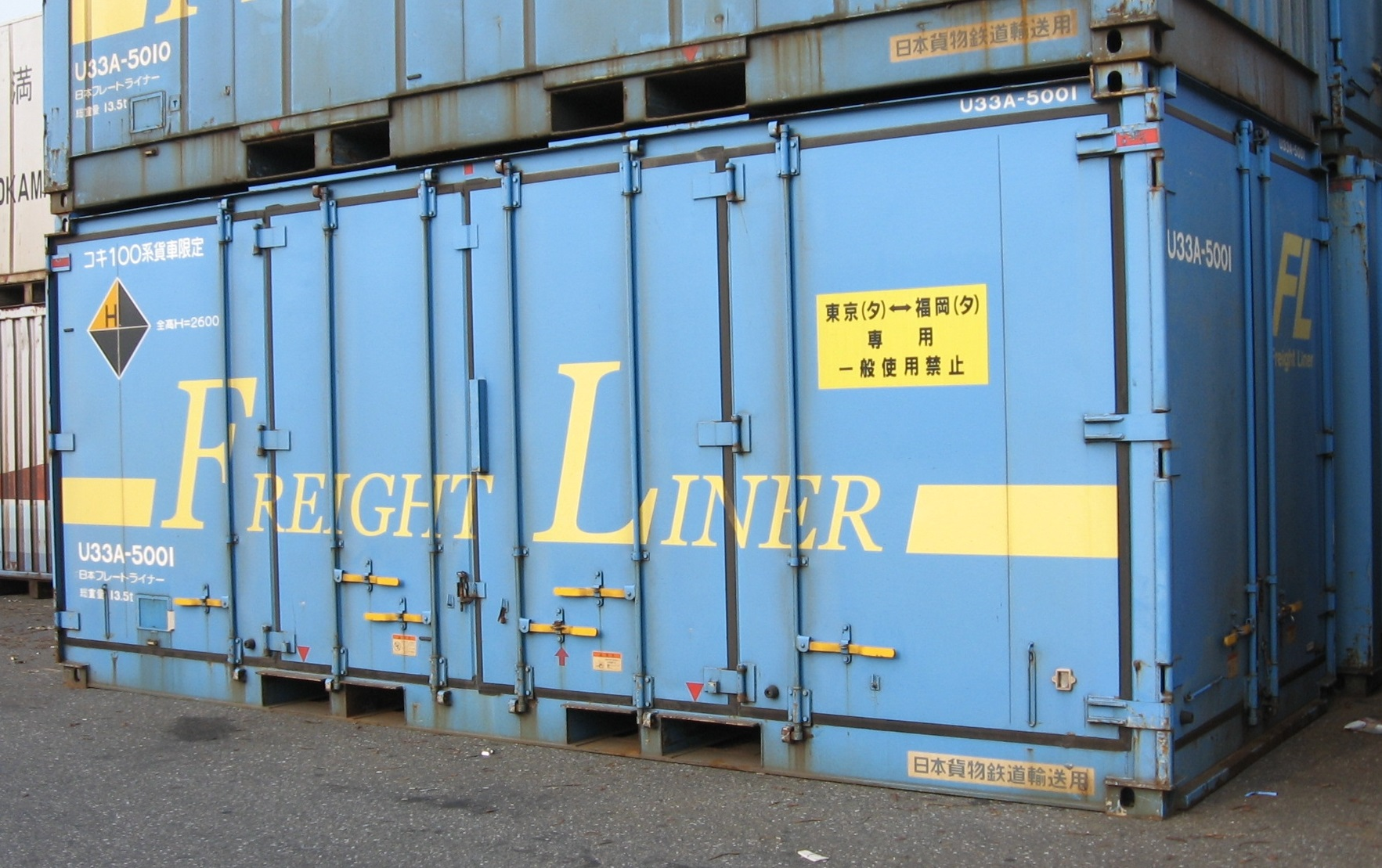
U33A-5001 日本フレートライナー所有。

### 9000番台
9001 - 9010
東洋製罐所有。コキ100系積載限定。